# Michel Mazarin
Michel Mazarin, właśc. Michele Mazzarini OP (ur. 1 września 1605 w Pescinie, zm. 31 stycznia 1648 w Rzymie) – włoski kardynał.

## Życiorys
Urodził się 1 września 1605 roku w Pescinie, jako syn Pietra Mazzarino i Ortenzii Buffalini (jego bratem był Jules Mazarin). Na chrzcie otrzymał imię Alessandro, jednak po wstąpieniu do zakonu dominikanów przyjął imię Michele. Po przyjęciu święceń kapłańskich został wykładowcą filozofii i teologii. W 1642 roku Urban VIII mianował go wikariuszem generalnym dominikanów, mającym zastąpić Niccola Ridolfiego. Wkrótce potem został wybrany generałem zakonu, lecz jego wybór wzbudził sprzeciw wśród Hiszpanów, Flandrczyków i Germanów, którzy wybrali Tommasa Turco. Mazarin zrezygnował z funkcji, by uniknąć schizmy w zakonie. 10 lipca 1645 roku został wybrany arcybiskupem Aix-en-Provence, a trzynaście dni później przyjął sakrę. Dwa lata później powrócił do Rzymu i już w nim pozostał. 7 października 1647 roku został kreowany kardynałem prezbiterem i otrzymał kościół tytularny Santa Cecilia. Zmarł 31 stycznia 1648 roku w Rzymie.